# Sukk
A sukk emberi testrészek méretén alapuló régi hosszmérték. Hossza egyenlő a két ököl és a kinyújtott, egymás felé mutató, összeérő hüvelykujjak együttes hosszával. Főleg az ácsok, asztalosok, kovácsok használták.